# Liste der venezolanischen Botschafter in den Vereinigten Staaten

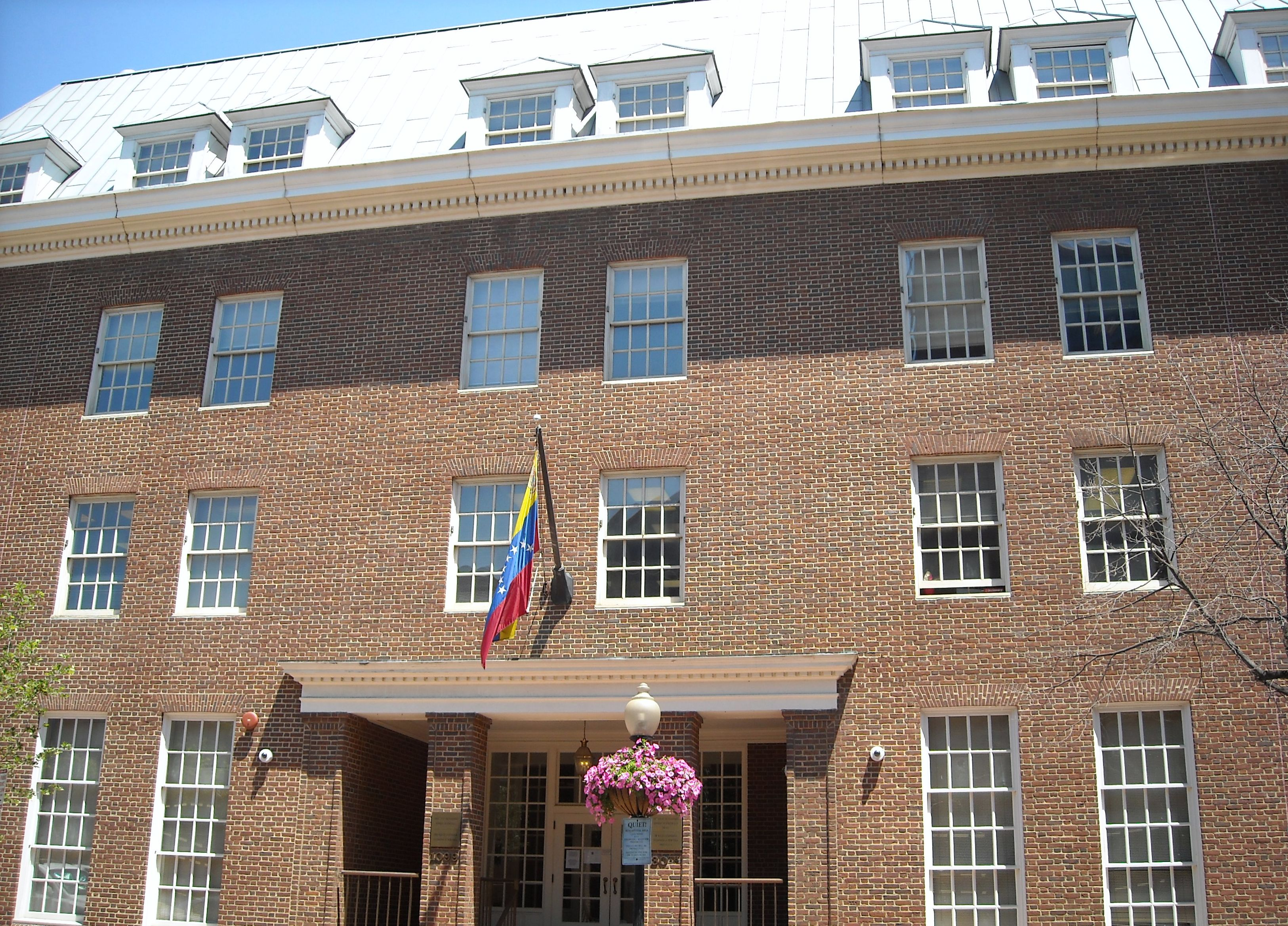
Die venezolanische Botschaft befindet sich in der Georgetown neighborhood in Washington, D.C.

| Agrément / Ernennung | Akkreditierung | Botschafter                       | Bemerkungen | ernannt vom Staatspräsidenten von Venezuela | Präsident der USA     | Posten verlassen |
| -------------------- | -------------- | --------------------------------- | --- | ------------------------------------------- | --------------------- | ---------------- |
| 1822                 |                | Manuel Truxillo y Torres          | | Simón Bolívar                               | James Monroe          |                  |
| 1848                 |                | Rafael Acevedo                    | | José Tadeo Monagas                          | James K. Polk         | 1849             |
| 1851                 |                | Lucio Pulido                      | | José Gregorio Monagas                       | Millard Fillmore      | 1854             |
| 1854                 |                | Ramón Azpúrua                     | | José Gregorio Monagas                       | Franklin Pierce       | 1855             |
| 1856                 |                | Francisco Aranda                  | | José Tadeo Monagas                          | Franklin Pierce       | 1858             |
| 1858                 |                | Mariano De Briceño                | | Julián Castro Contreras                     | James Buchanan        | 1860             |
| 1860                 |                | José Antonio Páez                 | | Manuel Felipe de Tovar                      | James Buchanan        | 1861             |
| 1867                 |                | Blas Bruzual                      | | Juan Crisóstomo Falcón                      | Andrew Johnson        | 1868             |
| 1874                 |                | Juan Bautista Dalla Costa         | | Antonio Guzmán Blanco                       | Ulysses S. Grant      | 1879             |
| 1880                 |                | Simón Camacho                     | | Antonio Guzmán Blanco                       | Rutherford B. Hayes   | 1883             |
| 1883                 |                | Antonio María Soteldo             | | Antonio Guzmán Blanco                       | James A. Garfield     | 1887             |
| 1887                 |                | José Antonio Olavarría            | | Antonio Guzmán Blanco                       | Grover Cleveland      | 1888             |
| 1889                 |                | Nicanor Bolet Peraza              | | Juan Pablo Rojas Paúl                       | Benjamin Harrison     | 1892             |
| 1893                 |                | José Escolástico Andrade Troconis | (* 1838 in Mérida (Venezuela) † 20. März 1902 in New York City), Bruder von Ignacio Andrade                                                        | Joaquín Crespo                              | Grover Cleveland      | 1899             |
| 1893                 |                | Francisco Eugenio Bustamante      | Gynäkologe | Joaquín Crespo                              | Grover Cleveland      |                  |
| Nov. 1893            |                | David Lobo                        | Geschäftsträger | Joaquín Crespo                              | Grover Cleveland      |                  |
| 23. Dez. 1893        |                | Jose Andrade                      | außerordentlicher Gesandter und Ministre plénipotentiaire                                                                                          | Joaquín Crespo                              | Grover Cleveland      |                  |
| Jan. 1900            |                | Augusto F. Pulido                 | Geschäftsträger | Cipriano Castro                             | William McKinley      |                  |
| Aug. 1903            | 5. Okt. 1903   | José Manuel Hernández             | (* 1844 in Caracas; † 1921 in New York City) | Cipriano Castro                             | Theodore Roosevelt    | 1904             |
| Juni 1904            |                | Augusto F. Pulido                 | Geschäftsträger | Cipriano Castro                             | Theodore Roosevelt    |                  |
| 18. Jan. 1905        |                | Nicolás Veloz Goiticoa            | Geschäftsträger | Cipriano Castro                             | Theodore Roosevelt    | 1906             |
| 7. März 1906         |                | Rafael Garbiras Guzmán            | Geschäftsträger | Cipriano Castro                             | Theodore Roosevelt    | 1907             |
| Aug. 1908            |                |                                   | Auslandsvertretung geschlossen | Cipriano Castro                             | Theodore Roosevelt    | 4. Mai 1909      |
| 4. Mai 1909          |                | Pedro Ezequiel Rojas              | (* 1. Oktober 1837 in Cumaná; † 26. Juni 1914 in Atlantic City (New Jersey)) sporadisch Außenminister.                                             | Juan Vicente Gómez                          | William Howard Taft   | 26. Juni 1914    |
| 26. Juni 1914        |                | Luis Churion                      | Geschäftsträger | Victorino Márquez Bustillos                 | Woodrow Wilson        | 1922             |
| 23. Sep. 1914        |                | Santos Aníbal Dominici            | | Victorino Márquez Bustillos                 | Woodrow Wilson        | 1. Aug. 1922     |
| 1. Aug. 1922         |                | Luis Churión                      | Geschäftsträger | Juan Vicente Gómez                          | Warren G. Harding     | 1922             |
| 22. Sep. 1922        |                | Pedro Manuel Arcaya               | | Juan Vicente Gómez                          | Warren G. Harding     | 1924             |
| 1924                 |                | Francisco Gerardo Yanes           | Geschäftsträger | Juan Vicente Gómez                          | Calvin Coolidge       | 1930             |
| 16. Apr. 1926        |                | Carlos Fernández Grisanti         | | Juan Vicente Gómez                          | Calvin Coolidge       | 1930             |
| 22. Juli 1930        |                | Pedro Manuel Arcaya               | | Juan Bautista Pérez                         | Herbert C. Hoover     | 1936             |
| 17. März 1936        |                | Diógenes Escalante Ugarte         | Geschäftsträger | Eleazar López Contreras                     | Franklin D. Roosevelt | 1946             |
| 1. Mai 1936          |                | Juan José Mendoza                 | | Eleazar López Contreras                     | Franklin D. Roosevelt |                  |
| 1. Mai 1936          | 6. Okt. 1936   | Diógenes Escalante                | | Eleazar López Contreras                     | Franklin D. Roosevelt |                  |
| 15. März 1939        | 22. März 1939  | Diógenes Escalante                | Botschafter am 22. März 1939 wurde die Gesandtschaft zur Botschaft aufgewertet                                                                     | Eleazar López Contreras                     | Franklin D. Roosevelt |                  |
| 29. März 1946        | 10. Apr. 1946  | Alfredo Machado Hernández         | († 3. August 1946) | Rómulo Betancourt                           | Harry S. Truman       |                  |
| 18. Juli 1946        |                | Marcos Falcón Briceño             | Geschäftsträger | Rómulo Betancourt                           | Harry S. Truman       | 1947             |
| 9. Juli 1947         | 22. Juli 1947  | Gonzalo Carnevali                 | | Rómulo Betancourt                           | Harry S. Truman       | 1948             |
| 24. Nov. 1948        |                | Beziehungen unterbrochen          | | Rómulo Gallegos                             | Harry S. Truman       | 21. Jan. 1949    |
| 1. Feb. 1949         |                | Santiago E. Vera                  | Geschäftsträger | Rómulo Gallegos                             | Harry S. Truman       | 21. Jan. 1949    |
| 13. Apr. 1949        | 26. Apr. 1949  | José Rafael Pocaterra             | | Rómulo Gallegos                             | Harry S. Truman       | 1950             |
| 1. Dez. 1950         |                | Aureliano Otáñez                  | Geschäftsträger | Rómulo Gallegos                             | Harry S. Truman       | 1950             |
| 31. Jan. 1951        | 8. Feb. 1951   | Antonio Nartín Araujo             | | Germán Suárez Flamerich                     | Harry S. Truman       | 1952             |
| 9. Mai 1952          |                | Aureliano Otáñez                  | Geschäftsträger | Marcos Pérez Jiménez                        | Harry S. Truman       |                  |
| 28. Sep. 1952        |                | Carlos Perez de la Cova           | Geschäftsträger | Marcos Pérez Jiménez                        | Harry S. Truman       |                  |
| 25. Nov. 1952        | 12. Dez. 1952  | César González Martinez           | | Marcos Pérez Jiménez                        | Harry S. Truman       | 1958             |
| 13. März 1958        | 26. März 1958  | Héctor José Santaella Guerra      | | Wolfgang Larrazábal                         | Dwight D. Eisenhower  |                  |
| 11. Aug. 1958        | 14. Aug. 1958  | Marcos Falcón Briceño             | | Wolfgang Larrazábal                         | Dwight D. Eisenhower  | 1960             |
| 1960                 |                | Carlos Pérez De La Cova           | Geschäftsträger | Rómulo Betancourt                           | Dwight D. Eisenhower  | 1961             |
| 19. Dez. 1960        | 16. Jan. 1961  | José Antonio Mayobre Cova         | | Rómulo Betancourt                           | John F. Kennedy       | 1962             |
| 1962                 |                | Carlos Pérez De La Cova           | | Rómulo Betancourt                           | John F. Kennedy       | 1963             |
| 8. Feb. 1963         | 15. Feb. 1963  | Enrique Tejera París              | | Rómulo Betancourt                           | Lyndon B. Johnson     | 1968             |
| 2. Okt. 1969         |                | Julio Sosa Rodríguez              | | Rafael Caldera                              | Richard Nixon         | 1972             |
| 18. Apr. 1972        | 15. Mai 1972   | Andrés Aguilar                    | | Rafael Caldera                              | Richard Nixon         | 1974             |
| 6. Aug. 1974         | 19. Aug. 1974  | Miguel Angel Burelli Rivas        | | Carlos Andrés Pérez                         | Gerald Ford           | 1976             |
| 18. Nov. 1976        | 30. Nov. 1976  | Ignacio Iribarren Borges          | | Carlos Andrés Pérez                         | Gerald Ford           | 1979             |
| 11. Mai 1979         | 24. Juli 1979  | Marcial Pérez Chiriboga           | | Luís Herrera Campíns                        | Jimmy Carter          | 1984             |
| 15. Mai 1984         | 18. Juni 1984  | Valentín Hernández Acosta         | | Jaime Lusinchi                              | Ronald Reagan         | 1989             |
| 2. Mai 1989          | 11. Mai 1989   | Simón Alberto Consalvi            | | Carlos Andrés Pérez                         | George H. W. Bush     | 1994             |
| 11. Aug. 1994        |                | Pedro Luis Echeverría             | | Rafael Caldera                              | Bill Clinton          | 1999             |
| 19. Apr. 1999        | 19. Apr. 1999  | Alfredo Toro Hardy                | | Hugo Chávez                                 | Bill Clinton          | 2001             |
| 9. Apr. 2001         | 20. Juni 2001  | Ignacio Arcaya                    | [ 5 ] | Hugo Chávez                                 | George W. Bush        | 2002             |
| 2002                 |                | Luis Herrera Marcano              | Geschäftsträger | Hugo Chávez                                 | George W. Bush        | 2003             |
| 27. Jan. 2003        | 26. Feb. 2003  | Bernardo Álvarez Herrera          | Die Regierung von Hugo Chávez bezichtigte Patrick Duddy der Konspiration und zog Bernardo Álvarez Herrera von September 2008 bis Juni 2009 zurück. | Hugo Chávez                                 | George W. Bush        | Sep. 2008        |
| Sep. 2008            |                | Ángelo Rivero Santos              | Geschäftsträger | Hugo Chávez                                 | George W. Bush        | Juni 2009        |
| Juni 2009            |                | Bernardo Álvarez Herrera          | Die Regierung von Hugo Chávez erteilte Larry Leon Palmer kein Agrément, worauf das Kabinett Obama, Bernardo Álvarez Herrera das Visum entzog.      | Hugo Chávez                                 | Barack Obama          | Okt. 2010        |
| Okt. 2010            |                | Ángelo Rivero Santos              | Geschäftsträger | Hugo Chávez                                 | Barack Obama          | 23. Apr. 2013    |
| 23. Apr. 2013        |                | Calixto Ortega                    | Geschäftsträger | Nicolas Maduro                              | Barack Obama          |                  |